# María José Martínez-Pérez
María José Martínez-Pérez (Huesca, 1983) es una física española que trabaja como investigadora en el magnetismo, la superconductividad y la  computación cuántica.

## Biografía
María José Martínez-Pérez, también conocida como Pepa Martínez Pérez, nació en la localidad aragonesa de Huesca en 1983. Curso sus estudios de Física en la Universidad de Zaragoza, donde alcanzó el doctorado en 2011 con una tesis titulada MicroSQUID susceptometry of molecular qubits. Después estuvo en el laboratorio NEST (National Enterprise for nanoScience and nanoTechnology) de la Escuela Normal Superior de Pisa y el Consejo Nacional de Investigación de Italia, siguió en la universidad alemana de Tubinga con una beca Humboldt de investigación durante varios años hasta regresar a España en 2017 con un contrato permanente en la Fundación Agencia Aragonesa para la Investigación y Desarrollo (ARAID por sus siglas en inglés) con destino en la Universidad de Zaragoza y el Instituto de Nanociencias y Materiales de Aragón del Consejo Superior de Investigaciones Científicas (CSIC).
Su trabajo de investigación centra en el magnetismo y la superconductividad, y ha desarrollado una nueva generación de sensores magnéticos ultrasensibles que permiten estudiar con mucha precisión las propiedades magnéticas de los nanomateriales. El tipo de nanomateriales que estudia podrían ser útiles para el desarrollo de la computación cuántica, un campo que puede abrir la puerta a la creación de ordenadores con una capacidad de cálculo mucho mayor que los actuales.
Con su tesis doctoral en 2011 obtuvo el premio del Instituto Europeo de Magnetismo Molecular (EIMM). También recibió el Premio Aragón Investiga para jóvenes investigadores en 2017, una beca Leonardo de la Fundación BBVA en 2019, el Premio Investigador Joven en Física Experimental en 2020 otorgado por la Real Sociedad Española de Física y la Fundación BBVA y en el verano de 2020 un Starting Grant del Consejo Europeo de Investigación de 1,8 millones de euros destinado «al estudio de propiedades cuánticas en excitaciones magnéticas y sus posibles aplicaciones en el campo de las tecnologías cuánticas».